# مقبل الزهاوي
مقبل ظافر الزهاوي (1 أبريل 1935) هو نحات وخطاط وفنان تشكيلي وخزفي عراقي، عرضت أعماله في المتاحف والمعارض والعروض الدولية والاستوديوهات والمساكن الخاصة في جميع أنحاء الولايات المتحدة وأوروبا الغربية والشرق الأوسط.

## حياته
ولد مقبل الزهاوي في بغداد عام 1935، لأسرة من أصول كردية، درس في معهد الفنون الجميلة كعازف بيانو طموح، وفي عام 1950 انتقل مع والدته الى القاهرة عندما كان يبلغ من العمر 15 عامًا، أدت الانتفاضة الشعبية التي أطاحت بالملك فاروق الأول عام 1952 وصعود الزعيم جمال عبد الناصر غرست به الشعور بالفخر والوطنية، مما أثر بشكل كبير على حياته وفنه، قرر بعدها الانتقال والسفر الى الولايات المتحدة في عام 1952، سعى وراء مشاريع إبداعية مختلفة من الرسم إلى الأزياء والموسيقى إلى التمثيل، ثم في النهاية درس في كلية العلاقات الدولية من جامعة جنوب كاليفورنيا وحصل على شهادة البكالوريوس في عام 1957. بعد عام من تخرجه سافر الى لندن ليكمل دراسته العليا في كلية لندن الجامعية، وفي نفس العام كان يدرس في المدرسة المركزية للفنون والتصميم في لندن، سافر وعاش في إفريقيا من عام 1965 الى 1967 وعمل كموظف مدني في بعثة الأمم المتحدة في الكونغو، بعد حصولك على دبلوم عالي، قرر كتابة رسالة الدكتوراه في المعهد العالي للدراسات الدولية والتنموية. ومن هنا بدأ فنه في الازدهار وتلقى إشادة من النقاد، حيث قال عنه جلين أوزيل: "عندما قدم مقبل الزهاوي معرضه الأول للنحت الخزفي في جنيف عام 1962، اتضح على الفور أن هذا المعرض كان بحضور فنان ،بدع للغاية".
بعد عدة سنوات عاد الى جنيف عام 1967 ليبدأ العمل مع الاتحاد الدولي للاتصالات. حيث وجد خلال هذا ثروة معروضة في جميع أنحاء سويسرا وأوروبا. بدأ في تجربة تقنيات جديدة بما في ذلك توسيع منحوتاته وتلوين إبداعاته بطريقة التلوين الخاصة به. وكان أحد أبرز معارضه في هذه الفترة في الستينيات عرضًا لرجل واحد في متحف أريانا في جنيف. لقيت أعماله استحسانًا واشترى المتحف لاحقًا بعض قطعه كجزء من مجموعتها الدائمة.
افتتح الزهاوي في الثمانينيات عدد من المعارض الناجحة بما في ذلك واحد في سيون، سويسرا في عام 1980. ومع ذلك غادر جنيف في عام 1982 وتوقف لفترة طويلة لم يشهده سوى بضع مرات في كاليفورنيا ثم انتقل الى القاهرة مع عائلته. في عام 1994 حصل على عروض كبيرة إلى حد ما مقابل عرض جماعي في متحف ريفرسايد للفنون في ريفرسايد، كاليفورنيا. وعن المعرض قال أحد النقاد: "من بين الأبعاد التي تضفيها أساليب الزهاوي على عمله، ليس فقط العلامات الواضحة ليد الفنان التي شوهدت على كل قطعة، بل تشمل مقياسًا سخيًا لمواقف الفنان العاطفية بكل تنوعها، وسوف تجد المنحوتات التي تتحدث عن القوة والإثارة، والخط والمعرفة القديمة، وأجزاء مبهجة من النزوات". وأقام آخر معرض له في عام 1998 عن عمر يناهز 63 عامًا في فرنسا.
كان للزهاوي عدة تأثيرات ملحوظة في تطور فنه. حيث علق جلين عوزل قائلاً: "مقبل الزهاوي ولد في بغداد لكنه درس وعاش في الولايات المتحدة لفترات طويلة. كما عاش وعمل في إفريقيا. وسواء تم اكتسابها بوعي أو استيعابها بغير وعي، فإن تأثيرات هذه الثقافات شديدة الاختلاف تنعكس في فنه".
لم تملي تأثيرات فنه الأشكال والألوان والتصاميم فحسب، بل أيضًا عرض فنه بأنسجة أكثر خشونة وألوانًا صامتة وأشكال أكثر حدة. علق الناقد الفني البريطاني بيتر فاولر قائلاً: "الصور الرائعة للحرفية الشرقية، بإصرارها الدائم على مزيج من البذخ الرسمي الرائع والدقة التنفيذية، والتوليف مع سريالية بدائية تستمتع برمز عدواني موحٍ ... تظل من بين الإبداعات الأكثر قوة من نوعه ".

## حياته الشخصية
تزوج الزهاوي من عالمة الآثار العراقية الشهيرة سلمى الراضي أخت الكاتبة العراقية الشهيرة نهى الراضي، ورزق بطفل من زواجه الأول راكان الزهاوي. وتزوج لاحقًا ورزق بطفلين هما ريم الزهاوي وحمادة الزهاوي.

## معارض
عرض الزهاوي عدد كبير من المعارض خلال مسيرته على مدار 40 عامًا.

### معارض شخصية
- جاليري كلوب، جنيف، سويسرا 1962.
- جاليري كونيتر، جنيف، سويسرا 1962.
- جاليري كونتيمبوراين، جنيف، سويسرا 1964 ، 1968 ، 1971 ، 1975 ، 1980.
- جاليري بول ريفاس، لوس أنجلوس كاليفورنيا (الولايات المتحدة) 1965.
- متحف أريانا، جنيف ، سويسرا 1969.
- معرض لارسن | نيويورك (الولايات المتحدة) 1969.
- جاليري أنسديل | لندن، المملكة المتحدة 1971.
- ستوديو 5 | نيويورك (الولايات المتحدة) 1971.
- دار الفن والتاريخ | نوشاتيل ، سويسرا 1973.
- جاليري جراند فونتين | سيون ، سويسرا 1977 ، 1980.
- متحف الفن الحديث | بغداد، العراق 1977.
- جاليري نيدج | برن ، سويسرا 1978.
- جاليريا بيكبوس | مونترو ، سويسرا 1980.
- قرية لاجونا | لاغونا بيتش ، كاليفورنيا (الولايات المتحدة) 1991.
- استوديو الفنان | القاهرة، مصر 1992 ، 1993.
- متحف ريفرسايد للفنون | ريفرسايد ، كاليفورنيا (الولايات المتحدة) 1994.
- معرض لا تور | التكيرش ، فرنسا 1998.

### معارض جماعية
- جاليري كونتيمبوراين | جنيف ، سويسرا 1964 ، 1970 ، 1974.
- فندق انتركونتيننتال، جنيف ، سويسرا 1968 ، 1971.
- سال سيمون ، أنا ، باتينو | جنيف ، سويسرا 1969
- متحف بيليريف | زيورخ ، سويسرا 1972.
- غاليري موريس كولي وسي | جنيف ، سويسرا 1974.
- متحف الفن الحديث | بغداد، العراق 1974.
- بينالي دي فينيس | البندقية، إيطاليا 1976.
- متحف راث | جنيف ، سويسرا 1978.
- متحف أثيني | جنيف ، سويسرا 1980.
- بارك دو لا مايري دي فينير | جنيف ، سويسرا 1980.
- قصر المعارض (الحرفيين السويسريين) | ديلمونت ، سويسرا 1981.
- شركة مندل - باسيفيك ديزاين سنتر | لوس أنجلوس ، كاليفورنيا (الولايات المتحدة) 1992.
- مركز تصميم شركة مندل | لاجونا نيجيل ، كاليفورنيا (الولايات المتحدة) 1992.